# وید الیسون

 وِید الیسون (انگلیسی: Wade Allison؛ زاده ۲۶ مارس ۱۹۴۱) فیزیک‌دان اهل بریتانیا است.